# Nardo Rapicano
Nardo Rapicano est un enlumineur actif à Naples entre 1475 et 1495. Il est le fils de Cola Rapicano.

## Biographie

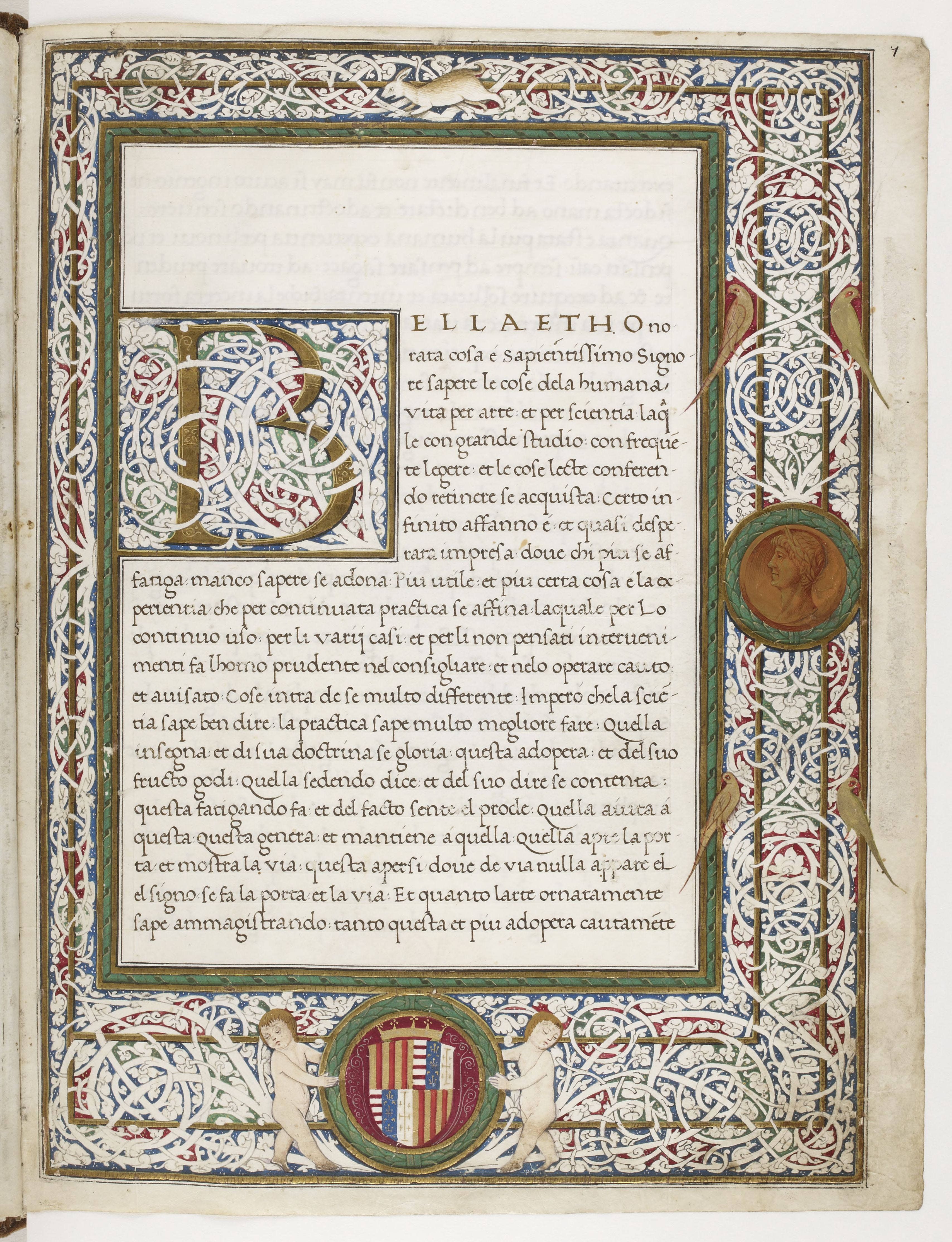
Frontispice du De Majestate de Giuniano Maio, BNF.

Nardo Rapicano n'est mentionné pour la première fois dans les archives des rois d'Aragon à Naples qu'en juin 1491 à l'occasion du paiement pour la réalisation de miniatures. Il ne s'agit pas de la première commande à laquelle participe Leonardo Rapicano pour les rois de Naples, mais auparavant, seul son père et chef d'atelier Cola Rapicano était mentionné. À la mort de ce dernier, en 1488, ses fils prennent probablement sa suite. Filippo n'est mentionné qu'une seule fois le 14 octobre 1488 pour le paiement d'œuvres réalisées par son père défunt. Francesco et lui sont probablement aussi des artistes mais aucune œuvre n'a pu leur être attribuée. Le corpus des œuvres de Nardo a pu être établi sur la base d'un manuscrit du De Majestate de Giuniano Maio (ca) pour Ferdinand Ier de Naples, achevé en 1493 et conservé aujourd'hui à la Bibliothèque nationale de France, le seul qui a pu être identifié dans les sources écrites. La détermination du corpus d'œuvres a permis de retrouver sa trace dès 1475 dans un psautier réalisé avec son père pour la chapelle royale. 
Il collabore avec d'autres artisans de l'atelier de son père : Cristoforo Majorana, Giovanni Todeschino ou Matteo Felice. Il travaille pour le roi mais aussi plusieurs de ses proches : son fils le cardinal Jean d'Aragon ou encore la famille Strozzi, banquiers du prince. Il semble rester en activité jusqu'en 1495 avec l'invasion de la ville par les troupes de Charles VIII de France, la chute de Ferdinand II de Naples et la dispersion de la librairie royale. 

## Style
Son style est très proche de celui de son père Cola Rapicano mais s'en distingue par un soin apporté dans les détails architecturaux, dans les couleurs. Ses têtes de personnages sont plus ronds et aux traits fins.

## Œuvres
- Psautier-Hymnaire franciscain de Ferdinand d’Aragon, en collaboration avec son père Cola Rapicano, vers 1475, Bibliothèque nationale de France, lat.771[4]
- Compilations de textes antique d'Aristote, Boèce et Porphyre de Tyr pour Jean d'Aragon, vers 1480, BNF, Lat.6292[5]
- Speculum Historiale de Vincent de Beauvais, en collaboration avec son père Cola, avant 1481, en 2 volumes, Bibliothèque historique de l'université de Valence, Ms.44[6] et Ms.381[7]
- Super secundo sententiarum quaestiones de Jean Scot Érigène, vers 1480, BNF, lat. 3063[8]
- Quaestiones quodlibetales de Jean Scot, vers 1480, BNF,lat. 3147[9]
- Bréviaire de Ferdinand d’Aragon, vers 1480, Biblioteca nazionale Vittorio Emanuele III, Naples, ms. I.B.57
- Noctes Atticae d’Aulu-Gelle pour Giovanni d'Aragona, 1483, BHUV, ms.389[10]
- Opus musices  de Johannes Tinctoris pour Giovanni d'Aragona, 1483, BHUV, ms.835[11]
- livre d’heures pour un commanditaire napolitain anonyme, 2 miniatures (f.176v et 179) en collaboration avec Giovanni Todeschino et Cristoforo Majorana, 1483, Morgan Library and Museum, New York, M.1052[12]
- De mirabili scientia Dei d'Albert le Grand, 1484, BHUV, ms.390[13]
- Super primo libro Sententiarum de Thomas d'Aquin, 1484, ancienne collection de Georges d'Amboise, bibliothèque municipale de Louviers, Ms.7[14]
- Catena aurea in Matthaeum de Thomas d'Aquin, anc. coll. d'Amboise, BM de Louviers, Ms.5[15]
- Livre d’heures de Pascasio Diaz Garlon en collaboration avec Cristoforo Majorana, vers 1485-1490, Biblioteca nazionale Vittorio Emanuele III, ms. I.B.26
- Orationes de  Francesco Filelfo, vers 1490, BNF, lat. 7810[16]
- De Majestate de Giuniano Maio (ca), 1 frontispice et 30 miniatures, pour Ferdinand Ier de Naples, 1492-1493, Bibliothèque nationale de France, It.1711[17]
- Missel d'Alphonso Strozzi, Bibliothèque universitaire de Leipzig (de), Rep. II. Fol. 60a
- Odes et Satyres d’Horace, miniatures avec un frontispice de Giovanni Todeschino, 1494-1495, Kupferstichkabinett Berlin, 78 D 14
- Graduels pour le couvent San Severino de Naples, en collaboration avec Matteo Felice, vers 1494-1495, Bibliothèque de l’Abbaye du Mont-Cassin, cor. L., M., N., O., et S
- Gesti del Famoso Hercule de Pietro Andrea Bassi, 17 miniatures inachevées, en collaboration avec Cristoforo Majorana, musée du Louvre, 862 DR à 878 DR (MS III - Hercule)[18]